# Erethistidae
Los eretístidos (Erethistidae) es una familia constituida por peces actinopterigios de agua dulce y del orden de los siluriformes.

## Morfología
Son bagres con la característica de presentar cuatro pares de barbillas sensoriales, así como una aleta adiposa normalmente larga.

## Distribución geográfica
Se encuentra en ríos y lagos del sur de Asia, desde Turquía y Siria hasta el sur de China y la isla de Borneo, principalmente en la zona oriental de esta distribución.